# 19 iulie
ianuarie • februarie • martie  • aprilie  • mai  • iunie  • iulie  • august  • septembrie  • octombrie  • noiembrie  • decembrie
19 iulie este a 200-a zi a calendarului gregorian și a 201-a zi în anii bisecți. Mai sunt 165 de zile până la sfârșitul anului.

## Evenimente

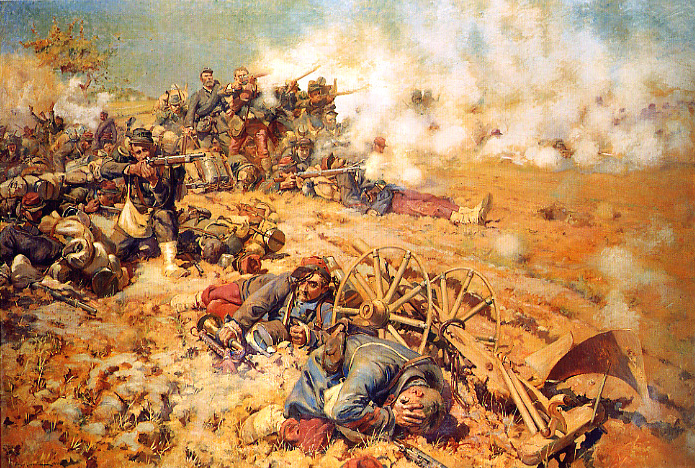
1870: Începe Războiul franco-prusac. Conflictul se va încheia la 26 februarie 1871 prin înfrângerea Franței.

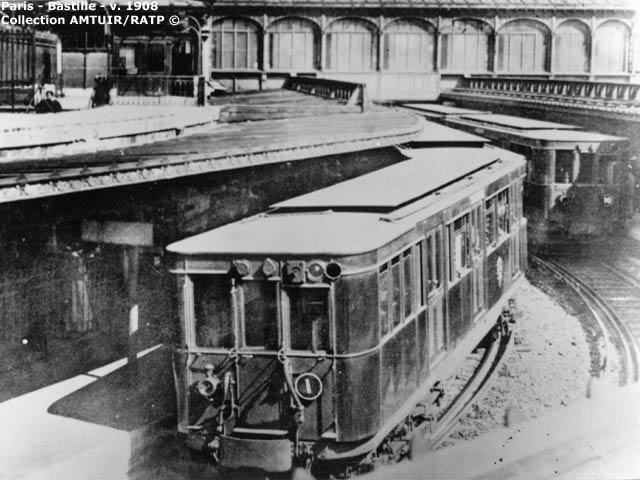
1900: Se deschide metroul din Paris.

- 0064: Marele incendiu al Romei durează șase zile și trei părți ale orașului sunt îngropate în cenușă.[1]
- 1553: Lady Jane Grey este înlocuită de Maria I ca regină a Angliei după numai nouă zile de domnie.
- 1821: Încoronarea regelui George al IV-lea al Regatului Unit.
- 1870: Războiul franco-prusac: Franța a declarat război Prusiei. Conflictul se va încheia la 26 februarie 1871 prin înfrângerea Franței.
- 1900: Se deschide prima linie a metroului din Paris.
- 1903: Maurice Garin câștigă primul Tur al Franței.[2]
- 1922: A avut loc primul meci al echipei de tenis a României în Cupa Davis (India–România: 5–0).
- 1922: Judecătorul italian Paolo Borsellino, un luptător dedicat împotriva mafiei, moare în explozia unei bombe de mașină la Palermo. Împreună cu el au fost uciși și cinci agenți din escorta lui.
- 1952: Ceremonia de deschidere a Jocurilor Olimpice de vară de la Helsinki, Finlanda.
- 1954: A fost lansat primul disc single semnat Elvis Presley – That' s All Right.
- 1965: La Congresul al IX-lea al Partidului Comunist Român, Nicolae Ceaușescu a fost ales în funcția de secretar general al Partidului. (19/24)
- 1980: Ceremonia de deschidere a Jocurilor Olimpice de vară de la Moscova, URSS.
- 1996: Senatul Statelor Unite ale Americii a aprobat prin consens proiectul de lege care prevede acordarea clauzei națiunii celei mai favorizate, pe bază permanentă României.
- 1996: La Atlanta (SUA) se desfășoară a XXVI-a ediție a Jocurilor Olimpice; delegația României cuprinde 168 de sportivi participanți la 18 dintre cele 31 discipline olimpice. Prin numărul de medalii obținute, România se clasează pe locul 14, cu patru medalii de aur, patru de argint și șase de bronz.
- 2005: Alegeri parlamentare în Burundi.
- 2013: Alpiniștii Zsolt Török, Marius Gane, Aurel Sălășan și Teo Vlad au cucerit, în premieră românească, vârful pakistanez Nanga Parbat, înalt de 8125 m.
- 2022: Cel puțin 12.000 de oameni sunt uciși din cauza valurilor de căldură extreme care lovesc o mare parte din Europa, provocând în plus incendii majore, întreruperi de călătorie și temperaturi record în multe țări.[3]

## Nașteri
- 1681: Henrietta Godolphin, Ducesă de Marlborough  (d. 1733)
- 1813: Isidore Pils, pictor francez (d. 1875)
- 1814: Samuel Colt, industrialist și inventator american (d. 1862)
- 1822: Prințesa Augusta de Cambridge (d. 1916)
- 1834: Edgar Degas, pictor francez (d. 1917)
- 1890: George al II-lea din dinastia Oldenburg, rege al Greciei (1922-1923; 1935-1947) (d. 1947)

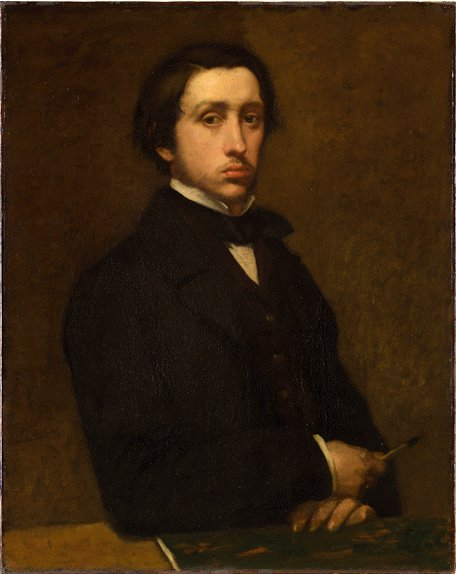
Edgar Degas, pictor francez
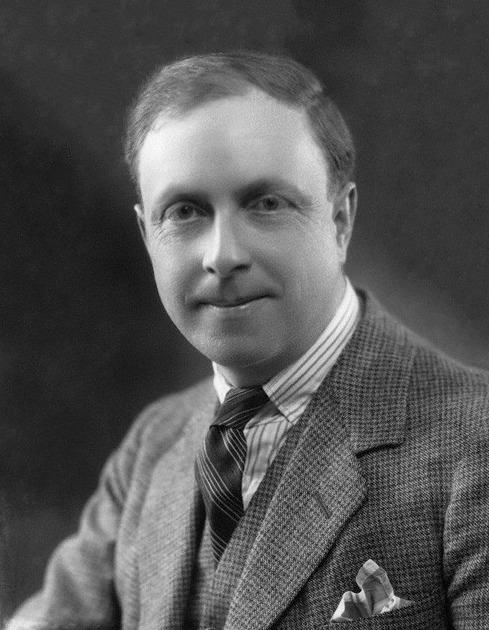
A.J. Cronin, scriitor scoțian
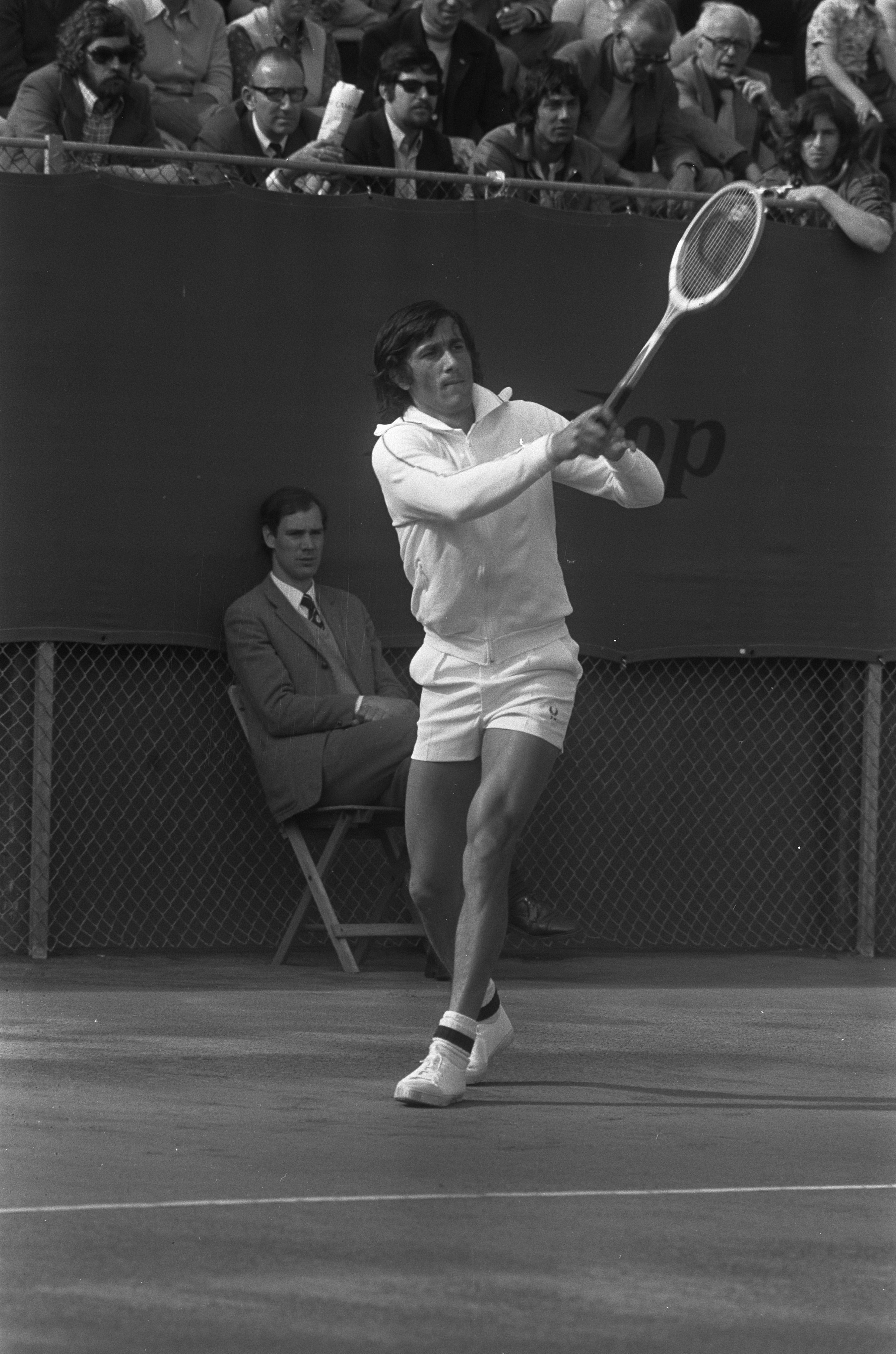
Ilie Năstase, jucător român de tenis

- 1893: Vladimir Maiakovski, poet rus (d. 1930)
- 1896: A.J. Cronin, scriitor scoțian (d. 1981)
- 1900: Ciprian Nika, martir albanez (d. 1948)
- 1907: Constantin Drâmbă, astronom și matematician român, membru al Academiei Române (d. 1997)
- 1923: Constantin Țoiu, prozator român (d. 2012)
- 1930: Pompiliu Teodor, istoric român, membru al Academiei Române (d. 2001)
- 1932: Alexandru Moșanu, istoric și politician basarabean (d. 2017)
- 1934: Tita Chiper, ziaristă română, scenaristă de filme de animație, autoare de proză pentru copii (d. 2002)
- 1938: Iarina Demian, actriță, regizoare și scenaristă română
- 1946: Ilie Năstase, jucător român de tenis
- 1947: Brian May, muzician englez
- 1948: Argentina Menis, sportivă română, aruncătoare de disc, medaliată olimpic (d. 2023)
- 1948: Alexandru Neagu, fotbalist român (d. 2010)
- 1953: Daniela Buruiană-Aprodu, politician român
- 1954: Elena Ștefoi, poetă, publicistă și diplomată română
- 1976: Benedict Cumberbatch, actor de teatru, radio, film, televiziune și producător englez
- 1984: Diana Mocanu, înotătoare română

## Decese
- 1374: Francesco Petrarca, poet italian (n. 1304)
- 1415: Filipa de Lancaster, soția regelui Ioan I al Portugaliei (n. 1359)
- 1687: Laura Martinozzi, ducesă de Modena (n. 1637)
- 1702: Frederic al IV-lea de Holstein-Gottorp, duce de Schleswig (n. 1671)
- 1810: Louise de Mecklenburg-Strelitz, regină a Prusiei (n. 1776)
- 1814: Matthew Flinders, navigator și cartograf englez (n. 1774)
- 1891: Pedro Antonio de Alarcón, scriitor spaniol (n. 1833)

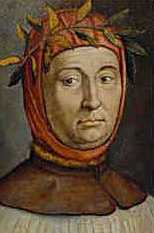
Francesco Petrarca, poet italian
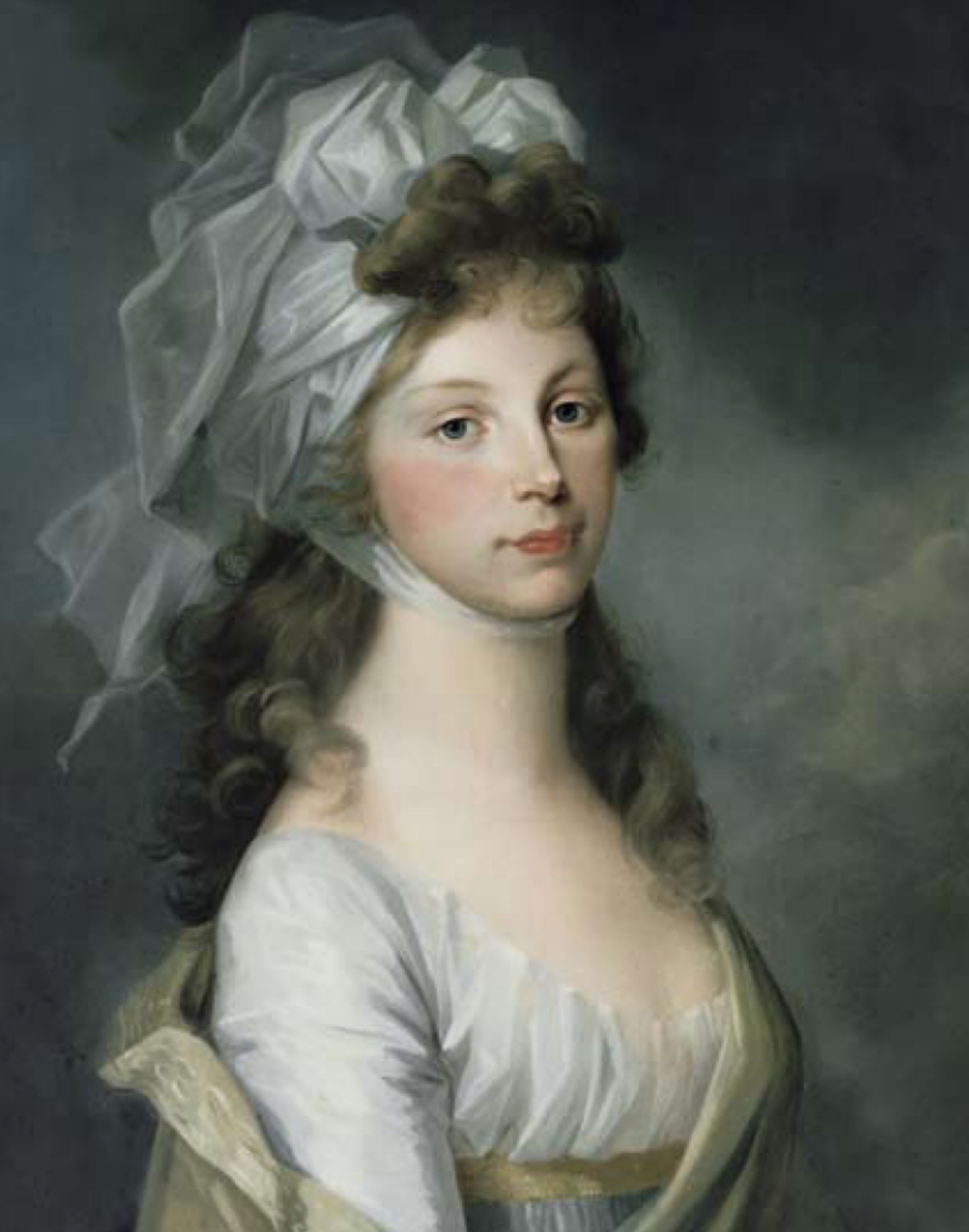
Louise de Mecklenburg-Strelitz, regină a Prusiei
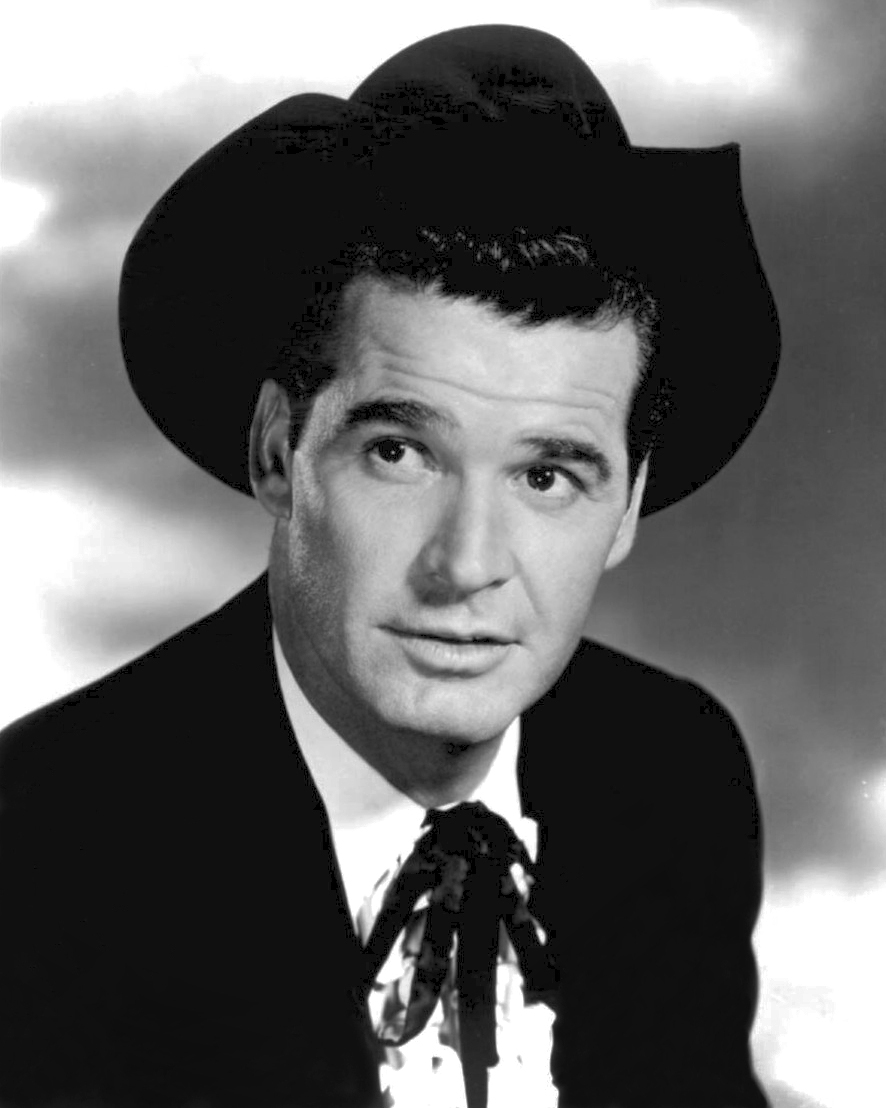
James Garner, actor american

- 1931: Nicolae Paulescu, medic român, descoperitorul insulinei (n. 1869)
- 1956: József Babay, scriitor, romancier, poet și dramaturg maghiar (n. 1898)
- 1976: Henri Catargi (Togo), pictor român (n. 1894)
- 1982: Hugh Everett, fizician american (n. 1930)
- 1992: Paolo Borsellino, magistrat italian anti-mafia (n. 1940)
- 1993: Dionisie M. Pippidi, arheolog, epigrafist și istoric român, membru al Academiei Române (n. 1905)
- 2009: Frank McCourt, scriitor american, laureat al premiului Pulitzer (n. 1930)
- 2011: Arsenie Papacioc, duhovnic român (n. 1914)
- 2014: James Garner, actor american (n. 1928)
- 2014: Skye McCole Bartusiak, actriță americană de film și televiziune (n. 1992)
- 2015: Ghennadi Selezniov, politician rus (n. 1947)
- 2019: Rutger Hauer, actor olandez (n. 1943)
- 2019: Werner Söllner, poet român stabilit în Germania (n. 1951)
- 2024: Ray Reardon, jucător galez de snooker (n. 1932)